# Lilium pensylvanicum
Lilium pensylvanicum (lange Zeit unter dem Namen L. dauricum) ist eine Art aus der Gattung der Lilien (Lilium) in der Dauricum Sektion innerhalb der Familie der Liliengewächse (Liliaceae).

## Beschreibung
Lilium pensylvanicum erreicht eine Höhe von 30 bis 70 cm und wird bis zu 25 cm breit. Der Stängel ist hart, glatt und gerade, die Blätter linear bis lanzettförmig, 4 bis 5 cm lang und 3 bis 4 mm breit. Sie sind nervig, am Rand papillös, selten weiß wollig behaart, über den Stängel verteilt mit einem zusätzlichen Wirtel an der Stängelspitze. Die Pflanze blüht in Juni und Juli mit eins bis sechs aufrechten, schalenförmigen Blüten. Die Blüten bestehen aus sechs nach zurückgebogenen Blütenblättern. Es sind drei Kron- und drei Kelchblätter, die sich aber sehr ähnlich sehen. Die Farbe der Blüten ist von einem durchdringenden rot, zur Basis hin dunkler werdend mit purpurnen Punkten, an der Außenseite weiß wollig, manchmal klebrig. Die Nektarien sind purpurn papillös, die Staubblätter zusammenneigend, die Filamente gelb und die Pollen dunkelrot. Sie erreichen einen Durchmesser von 15 mm bis zu 23 mm. Die Samen reifen von August bis September. Die Zwiebel ist rundlich mit einem Durchmesser von circa 2 cm. Sie besteht aus weißen breiten lanzettförmigen Schuppen.
Die Chromosomenzahl beträgt 2n = 24.

## Verbreitung
Lilium pensylvanicum lebt in einem kalten Klima und braucht Frost im Winter. Sie ist heimisch in Sibirien, Kamtschatka, auf Sachalin und den Kurilen, der nordwestlichen Mongolei, China, Korea und auf Hokkaidō. 
Lilium pensylvanicum ist Gemeindeblume von Koshimizu und Tomari auf Hokkaidō.

## Taxonomie
Lilium penlylvanicum wurde 1805 durch John Bellenden Ker Gawler in Botanical Magazine; or, Flower-Garden Displayed ... Band 22, Tafel 872 erstbeschrieben. Der lateinische Name ist irreführend, kann aber nicht geändert werden. Ein Synonym ist Lilium dauricum Ker Gawl.

## Vermehrung
Der Samen von Lilium pensylvanicum keimt verzögert-hypogäisch nach einem warm-kalt-warm Zyklus (Herbst-Winter-Frühling), in dem jede Periode etwa zwei Monate lang ist.

## Kultivierung
Lilium pensylvanicum ist sehr anspruchslos und lässt sich einfach kultivieren, sie ist nur gegenüber Trockenheit empfindlich. Als Züchtung findet sie sich auch in europäischen und amerikanischen Gärten.